# Anoba anguliplaga
Anoba anguliplaga är en fjärilsart som beskrevs av Walker 1858. Anoba anguliplaga ingår i släktet Anoba och familjen nattflyn. Inga underarter finns listade i Catalogue of Life.